# إيفون غاريك
إيفون غاريك (بالفرنسية: Yvonne Garrick) هي ممثلة فرنسية، ولدت في 1878 في لنكة في فرنسا، وتوفيت في القرن العشرين.